# Contingència
La contingència en filosofia indica que un fet o proposició que és d'una determinada manera podria ser diferent o fins i tot no donar-se, en oposició al concepte de necessitat, que indica que aquell esdeveniment o judici no pot variar o contradiria les lleis de la lògica.
Els judicis sintètics de Kant són contingents, és a dir, les afirmacions que es fan sobre el real referits als sentits podrien variar si fossin unes altres les condicions de l'experiència, per exemple la frase «El jersei és blau» al·ludeix a un fet contingent, ja que la persona pot portar l'endemà un altre jersei o tenyir el primer.
Per a l'escolàstica medieval, la natura és contingent i igualment l'ésser humà, perquè Déu podria no haver-los creat, mentre que la divinitat per definició és necessària. Per contra el cientifisme mecanicista nega la contingència de les lleis físiques, sotmeses a criteris objectius, per contraposició als actes humans.